# Xe lửa bọc thép

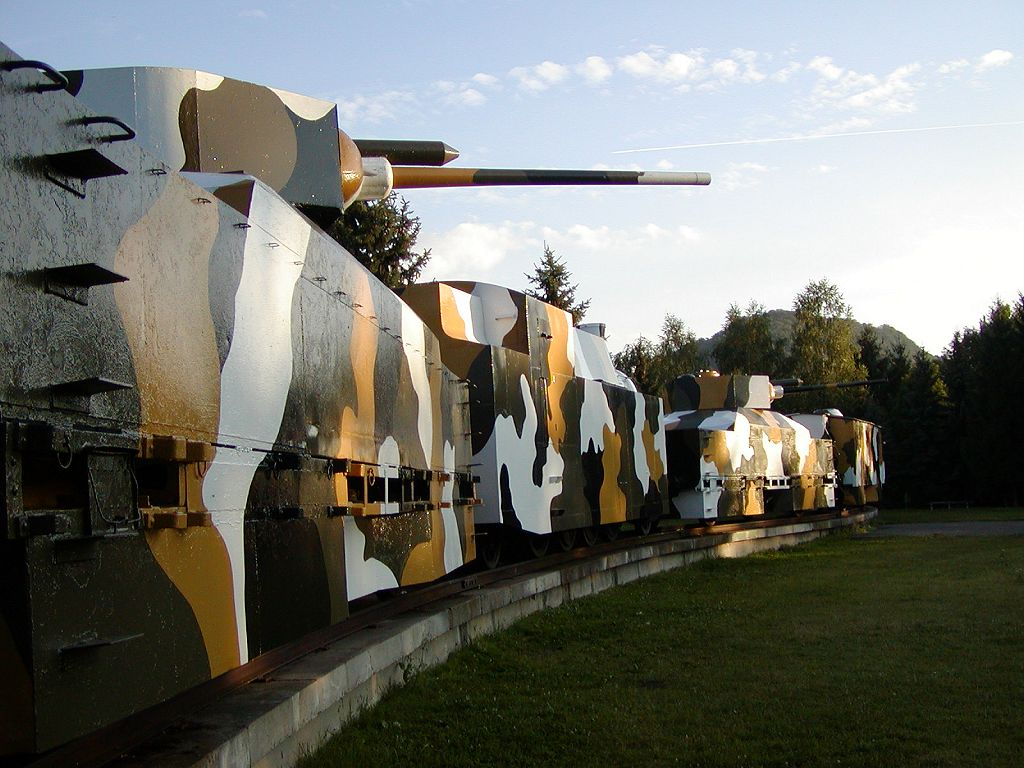
Đoàn tàu bọc thép Hurban nằm ở Zvolen, Slovakia. Đây không phải là bản gốc mà là một bản sao được sử dụng trong một bộ phim. Chỉ có hai toa xe nguyên thủy được bảo quản là còn tồn tại; chúng được lưu trữ gần đó trong các xưởng sửa chữa đường sắt tại Zvolen, nơi chúng được sản xuất vào năm 1944

Xe lửa bọc thép là một đoàn tàu được bảo vệ bằng lớp giáp kiên cố. Đoàn tàu bọc thép thường bao gồm các toa xe lửa trang bị pháo và súng máy. Chúng được sử dụng chủ yếu trong thời gian cuối thế kỷ 19 và đầu thế kỷ 20 nhằm cung cấp một kiểu đổi mới nhanh chóng di chuyển số lượng lớn hỏa lực. Hầu hết các quốc gia đều ngưng việc sử dụng chúng vì phương tiện đường bộ ngày càng trở nên mạnh hơn và linh hoạt hơn, và các đường tàu đã chứng tỏ rất dễ bị phá hoại cũng như các cuộc không kích. Tuy nhiên, Liên bang Nga vẫn sử dụng những đoàn tàu lửa bọc thép cải tiến trong Chiến tranh Chechnya lần thứ hai vào năm 1999-2009.

## Thiết kế và trang bị

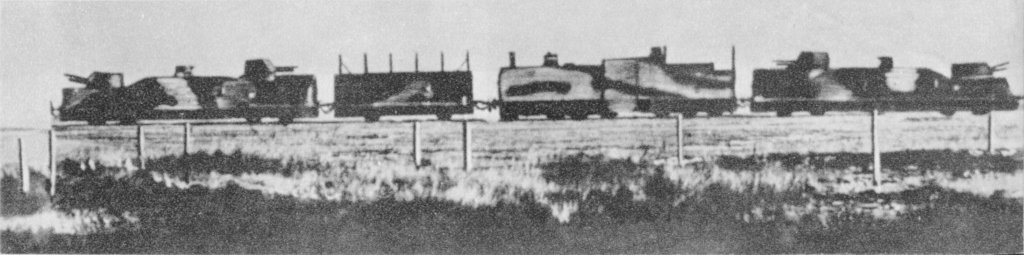
Một đoàn tàu bọc thép của Ba Lan mang tên Danuta vào năm 1939. Từ trái sang: toa pháo binh, toa bộ binh tấn công, đầu máy xe lửa bọc thép, toa pháo binh

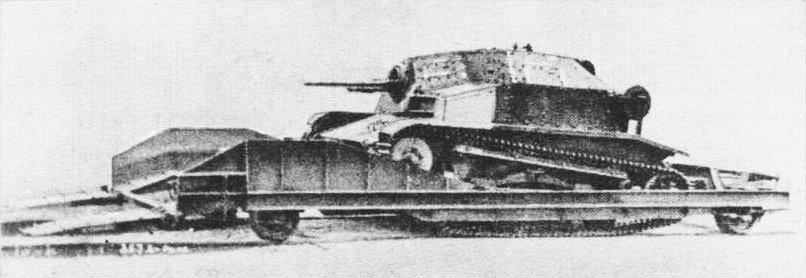
Một tankette TKS được sử dụng như một draisine trinh sát bọc thép, với nỗ lực nhằm vượt qua một trong những tính không bẻ cong được của đoàn tàu bọc thép - dùng để giới hạn đường ray

Những toa xe trên một đoàn tàu bọc thép được thiết kế cho nhiều nhiệm vụ. Vai trò tiêu biểu bao gồm:
- Pháo - trang bị hỗn hợp pháo, súng máy và các bệ phóng tên lửa.
- Bộ binh - được thiết kế dành để chở các đơn vị bộ binh, cũng có thể gắn súng máy.
- Súng máy - dành riêng cho súng máy.
- Phòng không - được trang bị vũ khí phòng không
- Chỉ huy - tương tự như toa xe bộ binh, nhưng được thiết kế để trở thành một trung tâm chỉ huy đoàn tàu
- Chống tăng - trang bị súng chống tăng, thường là trong các tháp pháo xe tăng
- Toa trống - không bọc thép, sử dụng cho bất kỳ mục đích nào từ việc vận chuyển đạn dược hoặc khí tài, thông qua theo dõi sửa chữa hoặc bảo vệ trật bánh nhằm bẻ hướng đường sắt đối với việc phá hủy đường ray.
- Toa giường nằm chở quân
- Quân đội Đức Quốc xã đôi khi sẽ đặt một Fremdgerät, chẳng hạn như tăng hạng nhẹ bắt được của Pháp Somua S-35 hoặc PzKpfw 38(t) của Séc, hay xe tăng hạng nhẹ Panzer II tên một cái xe sàn phẳng có thể mau chóng được dở xuống bằng một cái dốc và được sử dụng cách khoảng tuyến đường sắt chính để truy lùng du kích của đối phương.
- Chở tên lửa - Liên Xô có mẫu ICBM RT-23 Molodets chạy trên đường sắt vào cuối năm 1980 (để giảm nguy cơ của một đòn đánh phủ đầu nối tiếp việc phá hủy các bệ phóng tên lửa dành cho một cuộc tấn công trả đũa). Mỹ cùng một lúc đề xuất một hệ thống đường sắt dành cho chương trình tên lửa MX nhưng điều này chưa bao giờ hoàn thành ở giai đoạn lập kế hoạch.

Các loại giáp khác nhau đều được sử dụng để bảo vệ khỏi những đợt tấn công từ xe tăng. Ngoài những tấm kim loại khác nhau, bê tông và bao cát còn được sử dụng trong một số trường hợp dành cho đoàn tàu bọc thép cải biến. Đoàn tàu bọc thép có đôi lúc được hộ tống bởi một loại đường tàu xe tăng gọi là draisine. Một trong những ví dụ là xe đẩy bọc thép 'Littorina' có một buồng lái ở phía trước và phía sau với một bộ điều khiển có thể lái đường ray theo hai hướng. Littorina còn gắn thêm hai ụ súng máy 7.92mm MG13 từ xe tăng hạng nhẹ Panzer I.

### Chiến tranh thế giới thứ nhất

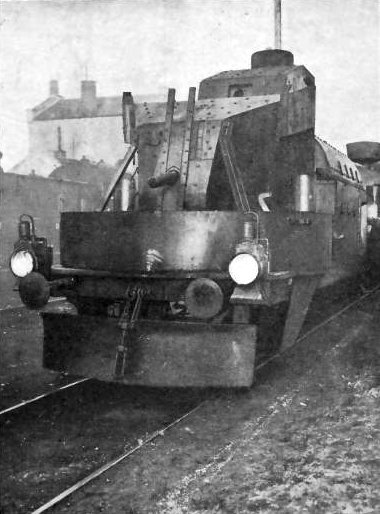
Đoàn tàu bọc thép Áo-Hung từ năm 1915

### Chiến tranh thế giới thứ hai

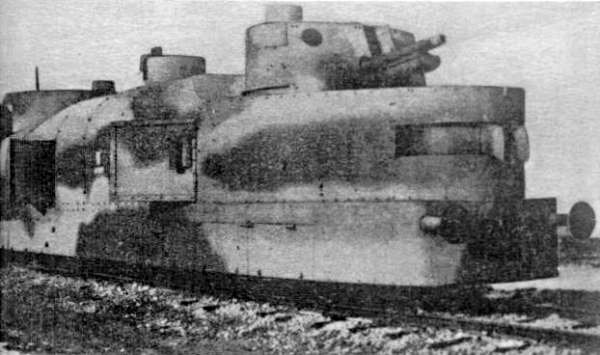
Một chiếc xe pháo điển hình của Ba Lan từ năm 1939. Những chiếc xe kiểu này được sử dụng trong các đoàn tàu Śmiały và Piłsudczyk

### Thời kỳ sử dụng về sau

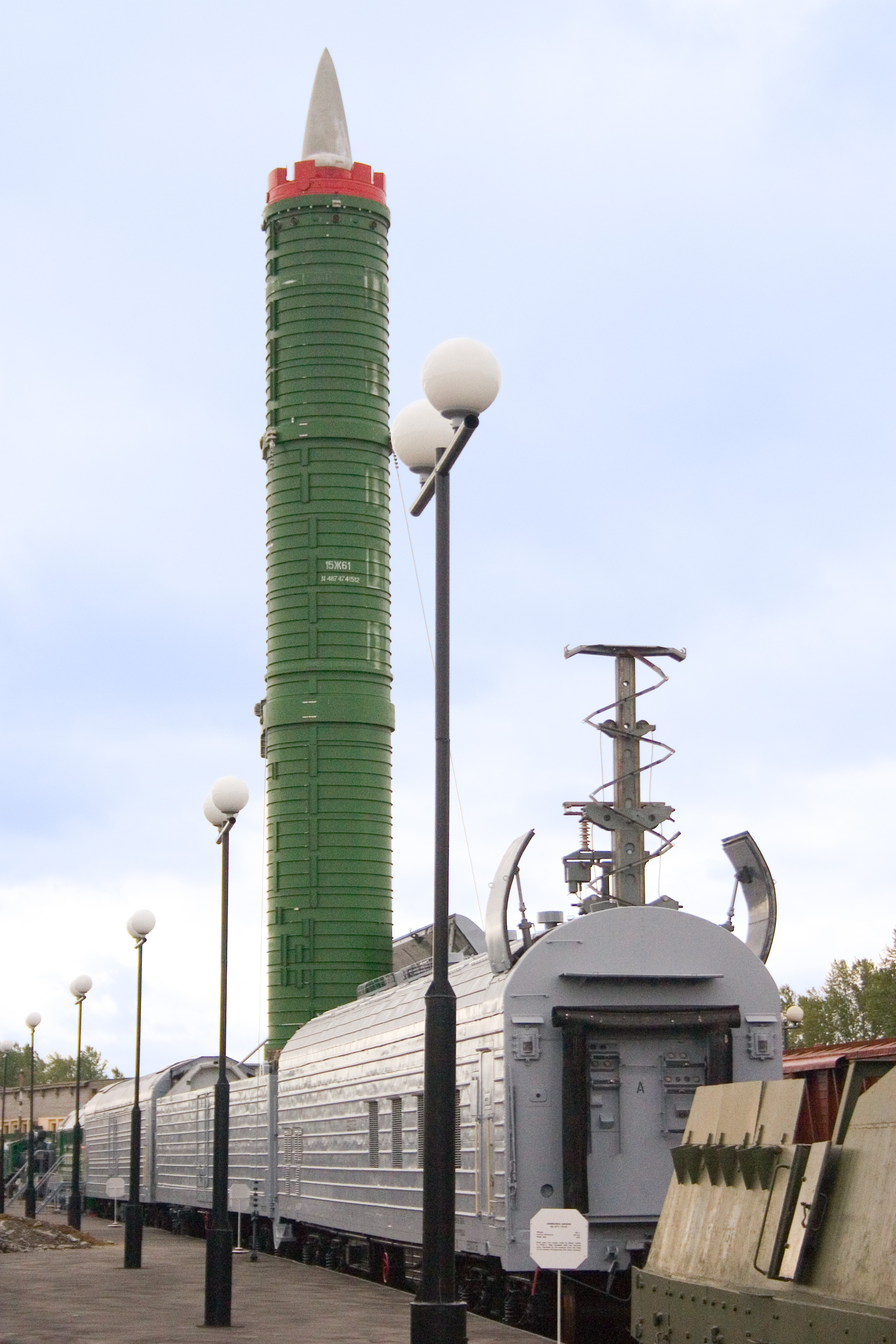
Một chiếc RT-23 Molodets trong viện bảo tàng Saint Petersburg

## Lịch sử